# Datum
Datum (z latinského „dáno“) je zápis dne, nejčastěji podle kalendáře, jako kalendářní datum. Určení data a dne je datace, označení dne (doby mezi dvěma vzájemně nejbližšími půlnocemi) pomocí periodizace času a nezahrnuje zpravidla přesnější určení části dne:
1. Zpravidla měsíční datum na roky v letopočtu, měsíce v roce a dny v měsíci.
  - roky číslováním v letopočtu (éře),
  - měsíce jeho názvem anebo číslem v roce a
  - dne jeho číslem v měsíci.
2. Obdobně také týdenní datum: v roce na týdny a dny v týdnu, zpravidla doplňkově před měsíční datum:
  - číslem týdne v roce (zpravidla se neuvádí, pokud se uvádí měsíční datum),
  - názvem dne v týdnu, např.: středa 1. 2. 1234.
3. Také se používá přímé počítání dnů v rámci roku nebo v tzv. Juliánské éře (nejedná se ovšem o letopočet, pojem éra je tu pojatý obecněji) bez dalšího dělení.

## Původ slova
Slovo datum je z latiny a znamená "dáno" od dare, dávat. Na latinských listinách a dopisech se den sepsání označoval ustálenou formulí datum die ..., v češtině "dáno dne ..." a tak slovo datum dostalo svůj současný kalendářní význam. Ve filosofii označuje datum i jiné "danosti", například smyslové vjemy. Odtud i množné číslo data ve smyslu "údaje" (informatika).

## Kalendářní datum
Kalendářní datum je údaj o dni, přesný zápis dne. Dle tohoto zápisu je možné každý den historicky dohledat. Skládá se z čísla dne, čísla nebo jména měsíce a čísla roku. Použitá čísla jsou ve skutečnosti řadová číslovka (označují interval na časové ose a nikoli bod na časové ose). Používá se i neúplný zápis data, bez údaje o roku. Den v týdnu se obvykle jako součást data neuvádí, ale může být vedle data uveden jako doplňující údaj. V záhlaví dopisů a u podpisů dokumentů se zpravidla datum doplňuje jménem místa (obce), kde byl text podepsán.
Ve spisovné češtině se za kořen slova považuje jen tvar „dat“, čemuž odpovídají skloněné a odvozené tvary (bez data, datový). V obecné češtině se však prosazuje rozšíření kořene na celý tvar „datum“ (bez datumu, datumový), což mimo jiné zvýrazňuje rozlišení od obecnějšího termínu data používaného zejména v informatice. Tento tvar slova datum (skloňovaný podle mužského vzoru) je ve spisovné češtině přípustný; zejména tam, kde je třeba rozlišit kalendářní a počítačová data.

## Zápis data

### V Česku
V České republice se nejčastěji[zdroj?] datum zapisuje v pořadí den týdne (názvem, pokud se uvede), den měsíce (číslem), měsíc (číslem nebo názvem) a rok (letopočtem). Datum se v češtině zapisuje ve tvaru podle vzoru „15. srpna 2000“ nebo zkráceně s číslem měsíce „15. 8. 2000“, přičemž za tečkami se podle typografických pravidel mají psát pevné mezery. Další formát, který norma ČSN 01 6910 (2014) jako základní připouští je „2000-08-15“ a vyhovuje i ISO 8601.
Pokud je celý datový údaj v číselné formě pojat jako značka (a případná jednociferná čísla dnů a měsíců jsou doplňována nulami), tečky (pořadových číslovek) jsou pojaty jako dělicí znaménka na způsob desetinné čárky a nepíší se za nimi mezery (tedy 23.03.2006). Tento způsob zápisu kodifikuje ČSN 01 6910 Úprava písemností zpracovaných textovými editory (nová verze Úprava písemností zpracovaných textovými procesory 2014, kterou zpracoval Ústav pro jazyk český AV ČR, v. v. i.) V praxi se však mezery při číselném zápisu data často vynechávají i v případě, kdy nuly před jednociferná čísla doplňovány nejsou.
V obchodní, úřední a marketingové komunikaci se v ČR a většině států světa používá zápis dvoumístný bez mezer, tj. 03.02.2016. Zápis jednomístný vycházející z Pravidel českého pravopisu z roku 1993 je zastaralý a v praxi problematický.[zdroj?]

#### Den v týdnu
Před ostatními údaji data se může uvést určení dne v rámci týdne jeho názvem (pondělí, úterý, středa, čtvrtek, pátek, sobota nebo neděle), v samostatně zapsaném datu zpravidla v 1. pádě nebo ve větě (ale i samostatně) po předložce „v“ ve 4. pádě, např. „v pondělí, ve středu...“.

#### Den v měsíci a měsíc
Den v měsíci se v češtině označuje řadovou číslovkou (s vynecháním slov „dne měsíce“ z původní formule např. 10. dne měsíce února), a to buď samostatně („Dnes je patnáctého“) nebo ve spojení s názvem měsíce („Patnáctého srpna“). Je-li ve větě označení dne v pozici podmětu nebo předmětu, používá se někdy i tvar, v němž se název měsíce dostává do základního tvaru (1. pádu), jako by řadová číslovka označovala pořadí měsíce a ne pořadí dne v měsíci („Patnáctý srpen je den mého narození. Proto se těším na každý patnáctý srpen.“)
Slovní zápis měsíce je běžný v osobní a soukromé korespondenci, na peněžních dokladech, v právních písemnostech apod.
Používá se také zápis s lomítkem den/měsíc (například „9/5 1945“). Jazyková poradna ÚJČ tento způsob zápisu nedoporučuje. Hrozí zde záměna s americkým způsobem zápisu, který ale začíná číslem měsíce.
V minulosti bylo v češtině běžné označovat měsíc římskými číslicemi, což umožňovalo spolehlivě rozlišit den od měsíce, avšak tento způsob zápisu je na ústupu a používají jej především starší lidé a starší mechanické pokladny nebo podobné strojky.

#### Letopočet
Letopočet čili číslo roku se někdy zkracuje na poslední dvojčíslí nebo zcela vynechává. Od roku 2000 se při číselném zápisu data od tohoto způsobu zápisu ustupuje, protože nízká čísla roků v situaci, kdy se v českém prostředí objevují i anglické a americké i strojové formáty dat, vzbuzují nejistotu a mohou vést k záměně údajů. Vypuštění prvních dvou cifer roku se někdy označuje apostrofem, ale jazyková poradna ÚJČ tento způsob zápisu nedoporučuje.
Dříve se rok uváděl formulkou „roku“ (zkratkou „r.“) nebo „léta Páně“ (zkratkou L. P.) a číslo roku se četlo jako řadová číslovka v 2. pádu (léta páně dvoutisícího čtrnáctého), nověji jako prosté číslo (byť se jedná o řadovou číslovku, protože neexistuje rok nula). Také při pečlivém čtení se může pro přehlednost slovo „roku“ předsunout letopočtu, i když není napsané.

#### Jiná uspořádání data
V tabulkových a databázových výstupech a zápisech se čím dál více používají formáty v opačném (reverzním) pořadí zápisu (např. s oddělujícími spojovníky 2000-08-15 pro 15. srpna 2000), které usnadňují automatické řazení (tzv. třídění) do chronologické posloupnosti. Pořadová čísla dne a měsíce se v tomto případě doplňují nulami na dvojciferný formát. Tento způsob zápisu již pro některá použití akceptuje i jazyková poradna Ústavu pro jazyk český AV ČR.
Mezinárodní norma ISO 8601 stanovuje pro datové zpracování též zkrácený formát data dne bez dělicích značek v pořadí rok (4 znaky), měsíc (2), den (2), např. 20000815. Ten používají např. i některé fotopřístroje pro názvy snímků.

#### Před letopočtem
Roky před epochou (počátkem) letopočtu se označují číslem následovaným doplňkem „před naším letopočtem“, zkráceně „př. n. l.“, někdy podle původního významu „př. Kr.“ resp. „před Kristem“.

### Ve světě
| barva | pořadí        |
| ----- | ------------- |
|       | DMR           |
|       | DMR, RMD      |
|       | DMR, MDR      |
|       | RMD           |
|       | MDR           |
|       | MDR, RMD      |
|       | MDR, RMD, DMR |

Formát data závisí na použitém kalendáři, ale také na zvycích dané země. Například v gregoriánském kalendáři je možno vyjádřit stejné datum v těchto formátech:

#### Den.měsíc.rok (dd.mm.rr), formát začínající dnem
Tuto posloupnost používá většina zemí světa.[zdroj?]
- 16. listopadu 2003
- 16.11.2015 – 06.01.2016, tj. dvoumístně a bez mezer podle ČSN 01 6910 z roku 2007 (poslední odborně zpracované normy), dále podle STN 01 6910, ČSN ISO 8601, matričního zákona a selského rozumu (zápis s nulami a bez mezer se používá ve většině států světa kromě Velké Británie, USA a bývalých britských kolonií)
- 16/11/2003, 16-11-2003, 16-11-03 nebo 16. 11. 2003 (jako oddělovač se použijí tečky).

#### Rok měsíc den (rr mm dd), formát začínající rokem
Tato posloupnost uvádí významnější část data před méně významnou, tedy pořadí rok, měsíc a den. Tento způsob je tradiční v Asii, Maďarsku a Švédsku, běžný i v Rakousku, Slovinsku a Chorvatsku, a jeho použití se rozšiřuje do dalších zemí. Abecední a chronologické třídění dat dávají v tomto systému stejné výsledky (ISO 8601).
- 2010-11-16

#### měsíc/den/rok (mm/dd/rr), formát začínající měsícem
Tato posloupnost se používá jen v USA, Kanadě, Mikronésii, Palau, na Belize a Filipínách.
- Neděle, Listopad 16, 2003
- Listopad 16, 2003
- List. 16, 2003
- 11/16/2003, 11-16-2003, 11.16.2003 nebo 11.16.03
- December 7, 1941 čte Brit jako the seventh of December, nineteen forty-one a Američan jako December seven/seventh, nineteen forty-one

V některých zemích se souběžně používá více způsobů zápisu.

## Skloňování slova „datum“ a jeho rod
Skloňovat slovo datum podle mužského vzoru „hrad“ dosavadní mluvnická norma obecně nepřipouští. Toto skloňování však umožňuje slovo datum lépe odlišit kalendářní data od slova data v obecném smyslu soubor informací. Jazyková příručka ÚJČ ČAV však již v některých typech textů (zvláště těch, v nichž je třeba rozlišit kalendářní a počítačová data) připouští tolerovat i tvary mužského rodu, zejména v množném čísle, tj. datumy, datumů, datumům, datumy, o datumech, datumy, např. „V uložených datech se bude nejčastěji vyhledávat podle datumů.“
Základní a původní vzor skloňování českého substantiva „datum“ je "město" (rodu středního) :
| pád          | singulár | plurál |
| ------------ | -------- | ------ |
| nominativ    | datum    | data   |
| genitiv      | data     | dat    |
| dativ        | datu     | datům  |
| akuzativ     | datum    | data   |
| vokativ      | datum    | data   |
| lokál        | datu     | datech |
| instrumentál | datem    | daty   |